# Rose Chibambo
Artykuł ten został zgłoszony do umieszczenia na stronie głównej w rubryce „Czy wiesz”.
Pomóż nam go sprawdzić: oceń zgłoszoną nominację.
Rose Lomathinda Chibambo, Rose Ziba (ur. 8 września 1928 w wiosce Kapukuni w dystrykcie Mzimba, zm. 12 stycznia 2016 w Blantyre) – malawijska działaczka niepodległościowa i polityczka. Pierwsza kobieta na stanowisku ministerskim w Malawi oraz pierwsza kobieta wybrana do parlamentu kraju.

## Życiorys

### Młodość, edukacja i kariera zawodowa
Rose Ziba urodziła się 8 września 1928 w wiosce Kapukuni w Regionie Północnym.
Uczęszczała do szkoły podstawowej w Kafukule oraz w Ekwendeni. Pobierała nauki w jednej z najwcześniej utworzonych szkół misyjnych w Afryce Środkowej przez Church of Central Africa, Presbyterian. Edukację zakończyła na siódmej klasie, nie kończąc szkoły z powodu wczesnego małżeństwa z Edwinem Chibambo.

### Działalność polityczna
Jej pierwszy kontakt ze światem polityki odbył się poprzez Nyasaland African Congress (NAC) (ruch poprzedzający partię Malawi Congress Party), gdy mieszkała w Ekwendeni. W sierpniu 1945 roku wzięła udział w przemowie Charlesa Chidongo Chinuli, wiceprzewodniczącego NAC, wzywającego ludność Malawi do uzyskania niepodległości od Wielkiej Brytanii. Niedługo po tym wystąpieniu stała się jedną z głównych figur ruchu niepodległościowego w Malawi. W 1951 roku dołączyła do ruchu oporu, który sprzeciwiał się brytyjskiemu planowi połączenia Malawi z Rodezją Północną i Rodezją Południową w jedną kolonię.
W 1952 roku została wybrana skarbniczką regionalnego oddziału NAC, a w 1954 roku była jedną z założycieli kobiecej frakcji NAC. Została jej pierwszą przewodniczącą. Gdy 3 marca 1959 rząd kolonialny ogłosił stan wyjątkowy, została internowana wraz ze swoją córką, którą urodziła zaledwie dwa dni wcześniej. Razem z dzieckiem spędziła 13 miesięcy w więzieniu.
Gdy Malawi uzyskało niepodległość w 1964 roku, z powodzeniem wystartowała w wyborach generalnych w Niasie w tym samym roku z ramienia Malawi Congress Party. Została pierwszą i jedyną kobietą wybraną do parlamentu. Została mianowana wiceministrą ds. zasobów naturalnych, geodezji i spraw społecznych. Później w tym samym roku krajem wstrząsnął kryzys gabinetowy. Została odwołana ze stanowiska przez prezydenta Malawi Hastingsa Kamuzu Bandę razem z pozostałymi członkami rządu, którzy sprzeciwiali się jego decyzjom. Kolejnego dnia Banda zwołał nadzwyczajną sesję parlamentu, która pozbawiła mandatów parlamentarzystów sprzeciwiających się prezydentowi.
Chibambo przeżyła na wygnaniu 28 lat. Przez ten czas mieszkała w Zambii. Powróciła do kraju w grudniu 1993 roku, gdy Malawi przywróciło system wielopartyjny oraz ogłosiło amnestię dla wygnanych w 1964 polityków.

### Życie prywatne, śmierć i upamiętnienie
Była mężatką. Miała dziewięcioro dzieci. W 2009 roku jej imieniem została nazwana jedna z ulic w mieście Mzuzu. W ceremonii nadania nazwy tejże ulicy wzięła udział wraz z prezydentem Bingu wa Mutharikiem. Zmarła 12 stycznia 2016 w Blantyre.
Jej twarz znajduje się na banknocie 200 kwach malawijskich.